# Sindaco (Finlandia)
Il kunnanjohtaja è un funzionario, a capo del comune, con l'incarico di relatore della giunta comunale.
A seguito di una riforma legislativa del 2006, la città di Tampere e il comune di Pirkkala hanno scelto di istituire la figura del pormestari (dal tedesco Bürgermeister, attraverso lo svedese borgmästare) che, a differenza della figura tradizionale del sindaco finlandese, viene eletto dal consiglio municipale.

## Caratteristiche
Il sindaco in Finlandia non è eletto, bensì scelto dal consiglio comunale con un contratto da funzionario comunale a tempo determinato o indeterminato. Solo in rari casi il sindaco rassegna le dimissioni in occasione delle elezioni comunali, restando normalmente in carica per più legislazioni consecutive e spesso fino ai raggiunti limiti di età.
Secondo l'articolo 24 della legge finlandese sui comuni – è indicato come  kunnanjohtaja (letteralmente "direttore del comune") nei comuni, e kaupunginjohtaja ("direttore della città") nelle città. La figura del vicesindaco esiste solo nelle città di grandi dimensioni.

## Altri utilizzi del termine
Il termine kaupunginjohtaja è anche un titolo onorifico finlandese di quarto grado. Il sindaco di Helsinki viene tradizionalmente insignito del titolo onorifico di secondo grado ylipormestari da parte del Presidente della Repubblica.